# Vigoulant
Vigoulant település Franciaországban, Indre megyében. Lakosainak száma 99 fő (2022. január 1.). Vigoulant Tercillat, Pérassay, Sainte-Sévère-sur-Indre, Sazeray és Vijon községekkel határos.

## Népesség
A település népessége az elmúlt években az alábbi módon változott:
| Lakosok száma | 227  | 135  | 104  | 129  | 123  | 110  | 102  | 99   | 99   | 99   |
|               | 1968 | 1982 | 1990 | 2006 | 2013 | 2015 | 2017 | 2019 | 2020 | 2022 |